# Plagiothecium georgicoantarcticum
Plagiothecium georgicoantarcticum là một loài Rêu trong họ Plagiotheciaceae. Loài này được (Müll. Hal.) Kindb. miêu tả khoa học đầu tiên năm 1891.